# Wapen van Sterkenburg

Wapen van Sterkenburg

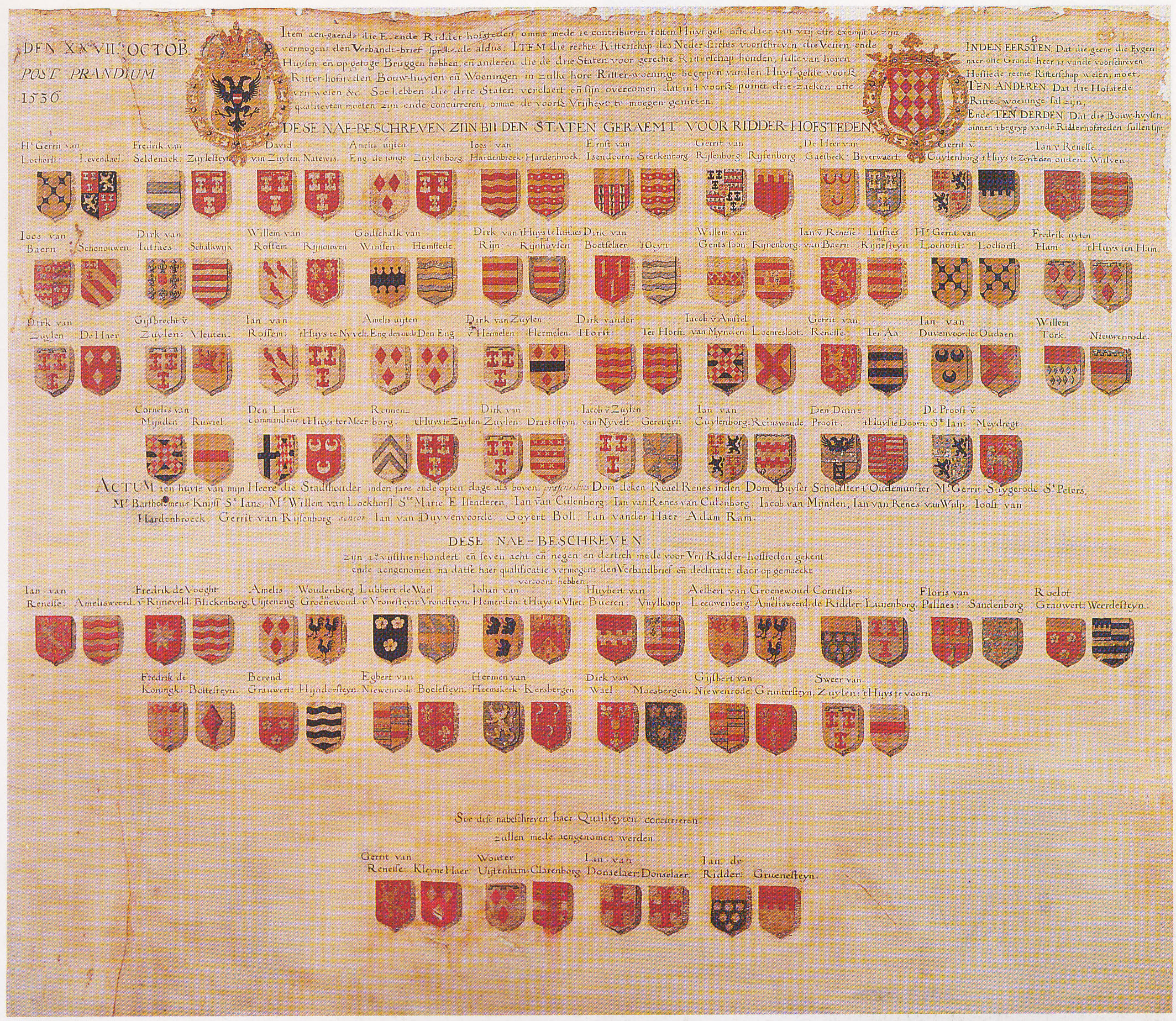
Wapenkaart die hing in het huis van de Ridderschap van Utrecht uit vermoedelijk circa 1675 met de wapens van edelen en de wapens van hun ridderhofsteden

Het wapen van Sterkenburg is officieel nooit aan de Utrechtse gemeente Sterkenburg toegekend. De gemeente maakte gebruik van het wapen van de ridderhofstad c.q. Heerlijkheid Sterkenburg, welke wel werd bevestigd door de Hoge Raad van Adel op 30 september 1818. tot 8 september 1867. De gemeente Sterkenburg ging toen op in gemeente Driebergen, sinds 2006 onderdeel van gemeente Utrechtse Heuvelrug.

## Blazoenering
De blazoenering van het wapen luidde als volgt:
Van gegolfde dwarsbalken van goud en rood van acht stukken, de drie bovenste rode dwarsbalken beladen met vijf en de onderste met drie zilveren ballen.
De heraldische kleuren zijn goud (goud of geel), keel (rood) en zilver (wit).

## Verklaring
Onbekend is de oorsprong van het wapen. Wel wordt beweerd dat de heer van Sterkenburg, nadat in 1818 het nieuwe openbaar bestuur in vorm van gemeenten werd doorgevoerd, uit eerzucht alleen het wapen voor de heerlijkheid heeft aangevraagd en niet voor de gemeente.
Abcoude
· Abcoude-Baambrugge
· Abcoude-Proostdij
· Achttienhoven
· Amerongen
· Benschop
· Breukelen
· Breukelen-Nijenrode
· Breukelen-Sint Pieters
· Bunnik
· Cothen
· Darthuizen
· De Vuursche
· Doorn
· Driebergen
· Driebergen-Rijsenburg
· Everdingen
· Haarzuilens
· Hagestein
· Harmelen
· Hoenkoop
· Hoogland
· Houten
· Indijk
· Jaarsveld
· Jutphaas
· Kamerik
· Kockengen
· Langbroek
· Leersum
· Linschoten
· Loenen
· Loenersloot
· Loosdrecht
· Maarn
· Maarssen
· Maarsseveen
· Maartensdijk
· Mijdrecht
· Nigtevecht
· Noord-Polsbroek
· Odijk
· Oudenrijn
· Polsbroek
· Rijsenburg
· Ruwiel
· Schalkwijk
· Snelrewaard
· Sterkenburg
· Stoutenburg
· Tienhoven
· Vianen 
· Vinkeveen
· Vinkeveen en Waverveen
· Vleuten
· Vleuten-De Meern
· Vreeland
· Vreeswijk
· Waarder
· Waverveen
· Werkhoven
· Westbroek
· Willeskop
· Willige Langerak
· Wilnis
· Zegveld
· Zuilen
· Zuid-Polsbroek